# Lista di aracnologi

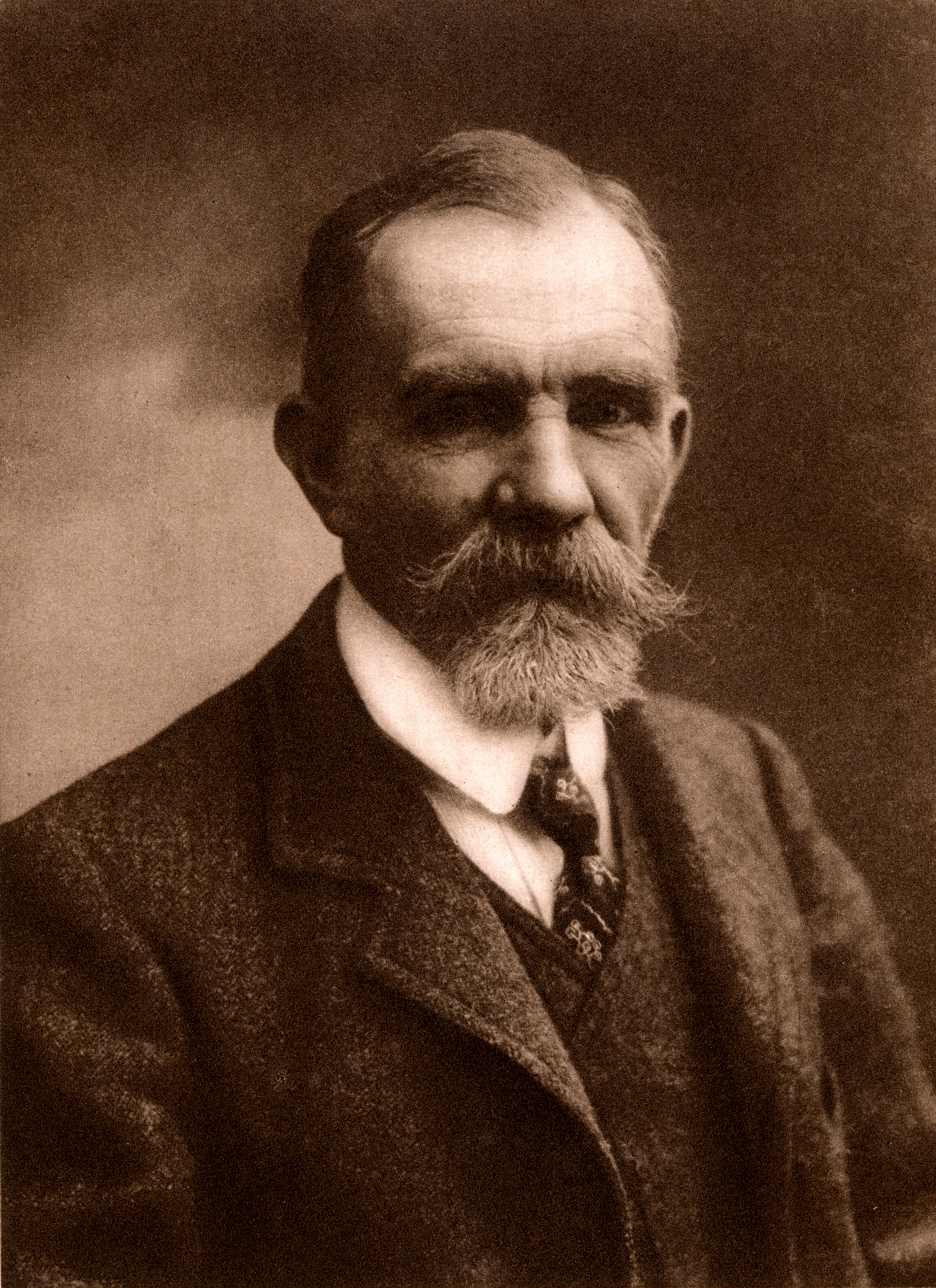
Eugène Simon

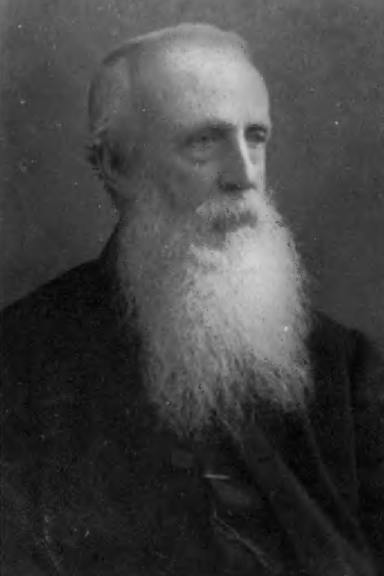
Octavius Pickard-Cambridge

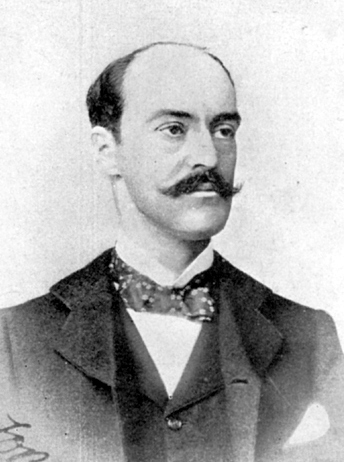
Frederick Octavius Pickard-Cambridge (1860-1905)

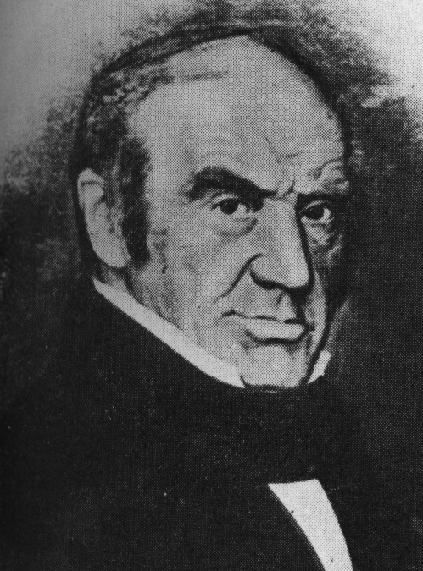
Carl Ludwig Koch (1778-1857)

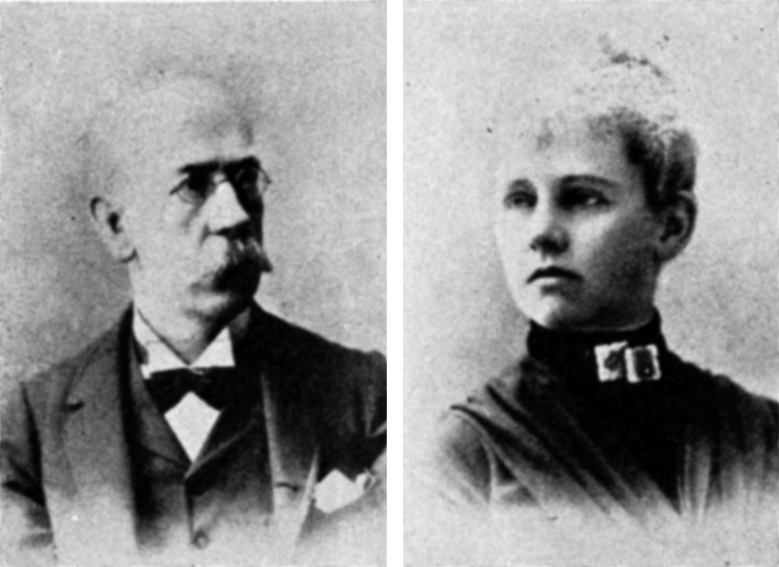
George ed Elizabeth Peckham

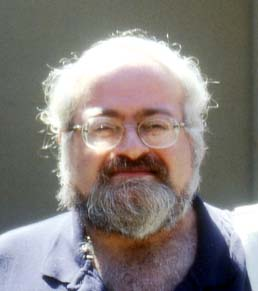
Norman Platnick

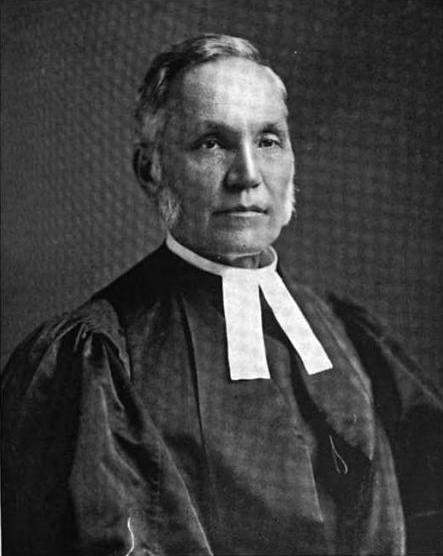
Henry Christopher McCook (1837-1911)

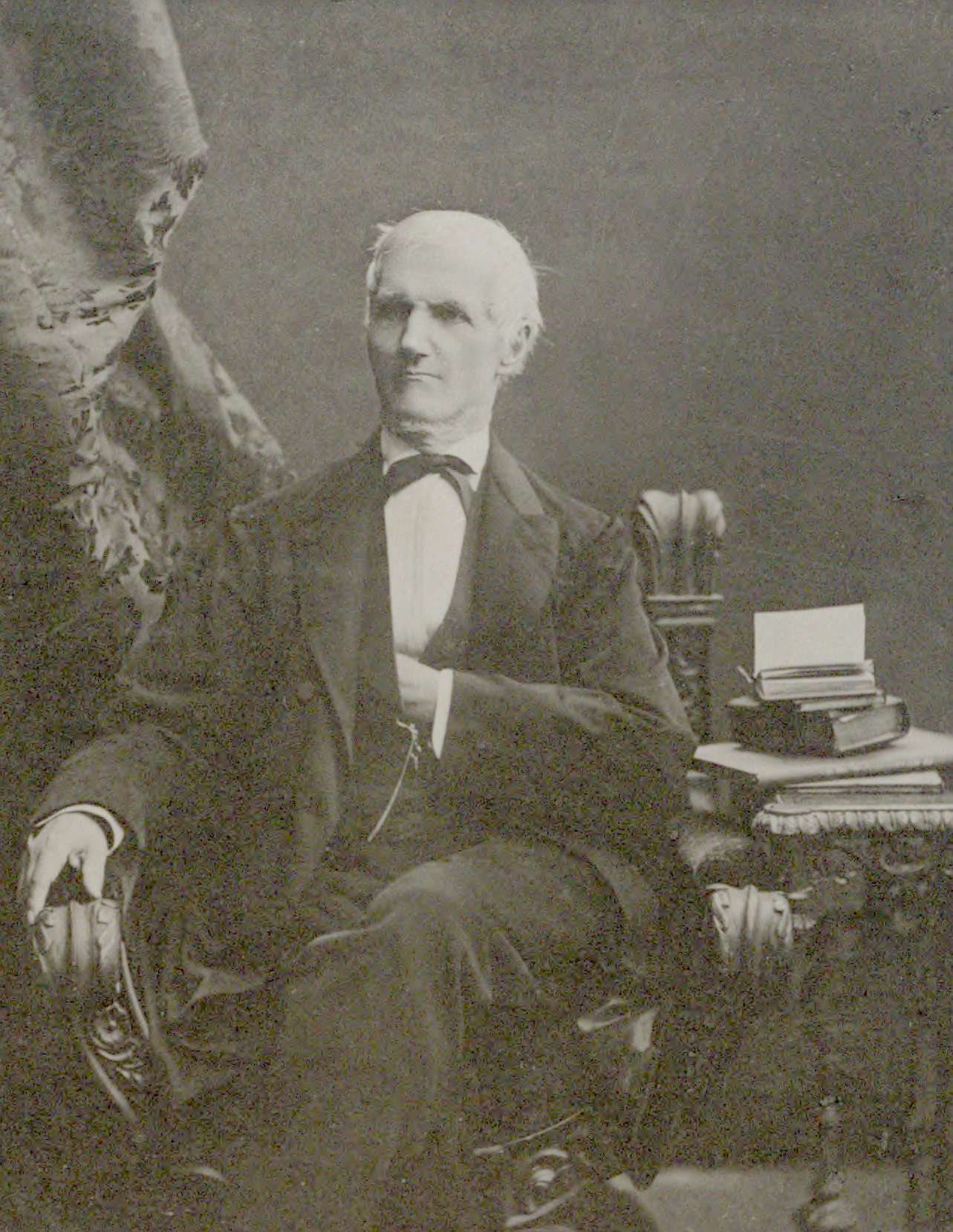
Franz Anton Menge (1808-1880)

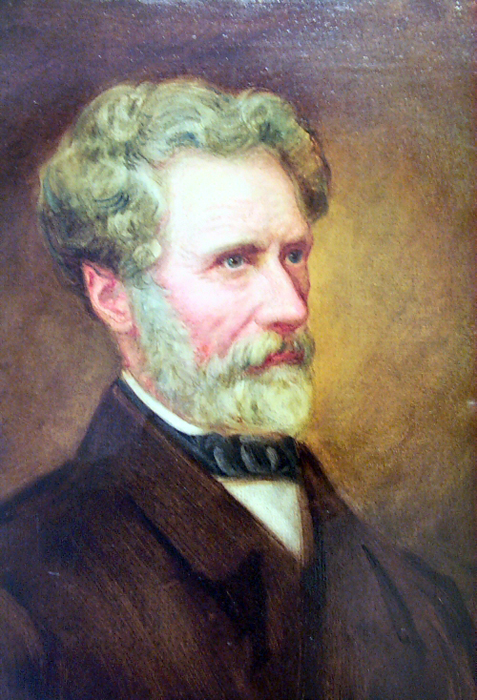
Carl Jacob Sundevall (1801-1875)

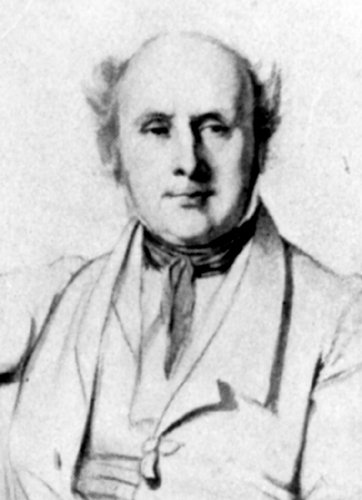
Charles Athanase Walckenaer (1771-1852)

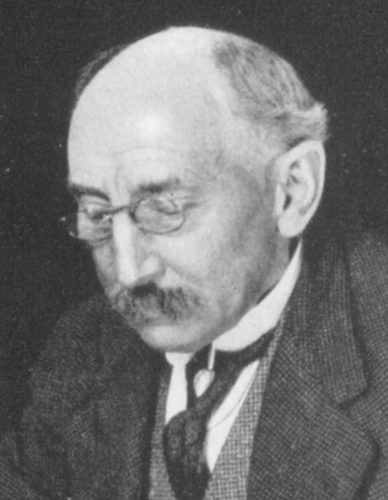
William Joseph Rainbow (1856-1919)

Lista degli aracnologi e/o di zoologi e naturalisti che hanno pubblicato uno o più lavori sui ragni.
Sono elencati in ordine alfabetico per cognome e viene indicata la fonte, solitamente online, da cui sono stati dedotti i dati riportati di seguito.
Vengono indicati:
1. Aracnologo = nome e cognome dello studioso, in ordine alfabetico per cognome
2. Nazionalità = la nazione di appartenenza, o le nazioni se ha operato in più luoghi.
3. Nascita = anno di nascita, ove conosciuto, omesso se incerto.
4. Morte = anno di morte, ove conosciuto, omesso se incerto.
5. Campo di studi = ambito di interesse dei lavori sui ragni pubblicati: è indicata la famiglia o le famiglie di ragni di cui si sono occupati maggiormente; se hanno operato in altri campi inerenti alla materia si distinguerà:
  - disegnatore, se si è occupato di disegnare gli esemplari rinvenuti.
  - anatomia, se si è occupato dell'anatomia e della morfologia dei ragni.
  - ecologia, se si è occupato dell'ecologia dei ragni.
  - etologia, se si è occupato del comportamento dei ragni.
  - genetica, se si è occupato di ricerche genetiche sui ragni.
  - habitat, se si è occupato degli ambienti e delle nicchie ecologiche dei ragni.
  - tossicologia, se si è occupato del veleno dei ragni e dei suoi effetti sull'uomo e sugli animali.
  - checklist, se si è occupato del reperimento e del riconoscimento dei ragni di una determinata zona o regione geografica.
6. Periodo = viene indicato l'arco temporale delle sue pubblicazioni, che a volte può terminare dopo l'anno di morte per pubblicazioni postume; è utile soprattutto quando sono incerte o non note le date di nascita e/o morte, per avere un'idea dell'epoca in cui lo studioso ha lavorato.

| Aracnologo                         | Nazionalità             | Nascita | Morte | Campo di studi | Periodo                      | Immagine |  |
| ---------------------------------- | ----------------------- | ------- | ----- | --- | ---------------------------- | -------- |  |
| Kjetil Åkra (Aakra)                | Norvegia                | 1970    |       | Linyphiidae, Uloboridae                                                                                                   | 2000-                        |          |  |
| Jorge Washington Abalos            | Argentina               | 1915    | 1979  | Theridiidae | 1963-1980                    |          |  |
| John Abbott                        | Stati Uniti             | 1751    | 1840  | disegnatore | 1837-1841                    |          |  |
| Barbara Abraham                    | Stati Uniti             |         |       | Salticidae, Thomisidae | 1983-2003                    |          |  |
| H.C. Abraham                       | Regno Unito             |         |       | Liphistiidae, Salticidae                                                                                                  | 1923-1929                    |          |  |
| Naiara Abrahim                     | Brasile                 |         |       | Araneidae | 2008                         |          |  |
| Karel Absolon                      | Cecoslovacchia          | 1877    | 1960  | Opiliones, Lycosidae | 1913-1986                    |          |  |
| Luis Eduardo Acosta                | Argentina               |         |       | Opiliones, Scorpiones | 1983-                        |          |  |
| Costicã Adam                       | Romania                 |         |       | Phthiraptera, Lycosidae                                                                                                   | 2000-2009                    |          |  |
| Arthur Adams                       | Regno Unito             | 1820    | 1878  | Araneidae, Salticidae | 1843-1870                    |          |  |
| M.R. Adams                         | Stati Uniti             |         |       | Araneidae | 1999-2000                    |          |  |
| César Ades                         | Brasile                 | 1943    | 2012  | etologia, Araneidae | 1976-2009                    |          |  |
| Joachim Adis                       | Germania                | 1950    | 2007  | checklist, Myriapoda | 1979-2005                    |          |  |
| Peter Adler                        | Stati Uniti d'America   |         |       | Linyphiidae, Oxyopidae, Araneidae                                                                                         | 1989-1994                    |          |  |
| Ingi Agnarsson                     | Islanda, Porto Rico     | 1971    |       | Theridiidae, Araneidae | 1996-                        |          |  |
| Pedro G. Aguilar Fernández         | Perù                    | 1926    | 2013  | Sicariidae | 1954-1985                    |          |  |
| Milenko Aguilera                   | Cile                    |         |       | Theridiidae, checklist | 2002-2009                    |          |  |
| Stuart A'Hara                      | Regno Unito             |         |       | Linyphiidae, Acarina, biologia molecolare                                                                                 | 1995-                        |          |  |
| Michael Ahlijanian                 | Stati Uniti             |         |       | tossicologia, Agelenidae, Hexathelidae                                                                                    | 1990-                        |          |  |
| Jari Ahtiainen                     | Finlandia               |         |       | Lycosidae | 2001-2008                    |          |  |
| Marie Aiken                        |                         |         |       | Tetragnathidae | 1998-2000                    |          |  |
| Anita Aisenberg                    |                         |         |       | Tetragnathidae, Lycosidae                                                                                                 | 2009-2011                    |          |  |
| Caroline Williams Aitchison-Benell | Canada                  |         |       | Agelenidae, ecologia, checklist                                                                                           | 1981-1997                    |          |  |
| Metin Aktaş                        | Turchia                 | 1955    |       | Syphonaptera, Thomisidae, Syrphidae                                                                                       | 1987-2009                    |          |  |
| Rauno Alatalo                      | Finlandia               |         |       | Lycosidae, Fasianidae (Aves)                                                                                              | 1981-                        |          |  |
| Giraldo Alayón Garcia              | Cuba                    | 1946    |       | Gnaphosidae, Araneidae, Ctenidae                                                                                          | 1972-2007                    |          |  |
| Mark Alderweireldt                 | Belgio                  | 1964    |       | Lycosidae, Linyphiidae | 1988-2009                    |          |  |
| Pietro Alicata                     | Italia                  |         |       | Dysderidae, Salticidae | 1964-2002                    |          |  |
| Dorald Mervin Allred               | Stati Uniti             | 1923    | 1996  | Acarina, Formicidae, checklist, ecologia                                                                                  | 1951-1983                    |          |  |
| Lina Maria Almeida-Silva           | Brasile                 |         |       | Titanoecidae, Theraphosidae                                                                                               | 2003-                        |          |  |
| Eder Sandro Soares Álvares         | Brasile                 |         |       | Lycosidae, Araneidae, ecologia                                                                                            | 2000-2007                    |          |  |
| Fernando Alvarez-Padilla           | Messico                 |         |       | Tetragnathidae, Araneidae, Ochyroceratidae                                                                                | 2003-                        |          |  |
| Maria Eugenia Amaral               | Brasile                 |         |       | Trechaleidae, Noctuidae, Tiliaceae                                                                                        | 1982-2006                    |          |  |
| Heidi Anderson                     | Sudafrica               | 1944    |       | paleobotanica, Triassaraneus                                                                                              | 1970-2010                    |          |  |
| John Anderson                      | Stati Uniti             |         |       | Thomisidae, Atypidae, Salticidae                                                                                          | 1961-1996                    |          |  |
| John Malcolm Anderson              | Sudafrica               |         |       | paleobotanica, Triassaraneus                                                                                              | 1973-2010                    |          |  |
| Maydianne Andrade                  | Canada                  |         |       | Theridiidae, etologia, Araneidae                                                                                          | 1991-2010                    |          |  |
| Ekatarina Mikhailovna Andreeva     | Russia                  | 1941    | 2008  | Salticidae, Lycosidae, Dictynidae                                                                                         | 1968-1984                    |          |  |
| Daniela Andriamalala               | Stati Uniti Madagascar  |         |       | Salticidae, Trochanteriidae                                                                                               | 2002-                        |          |  |
| Mathew Anstey                      | Nuova Zelanda           |         |       | Salticidae | 2002                         |          |  |
| Allan Frost Archer                 | Stati Uniti             | 1908    | 1994  | Araneidae, Theridiidae, chiocciole                                                                                        | 1940-1971                    |          |  |
| Luis F. De Armas                   | Cuba                    | 1945    |       | Scorpiones, Opiliones | 1973-2010                    |          |  |
| Miquel Arnedo                      | Spagna                  |         |       | Dysderidae, Linyphiidae, Tettigoniidae                                                                                    | 1996-                        |          |  |
| Claudio Arnò                       | Italia                  | 1948    | 2004  | Linyphiidae, ragni cavernicoli                                                                                            | 1991-2004                    |          |  |
| George Francis Atkinson            | Stati Uniti             | 1854    | 1918  | botanico, Fungi, Cyrtaucheniidae                                                                                          | 1886-1919                    |          |  |
| Victor Audouin                     | Francia                 | 1797    | 1841  | uccelli, Araneidae, Annelida                                                                                              | 1826                         |          |  |
| Anton Ausserer                     | Austria                 | 1843    | 1889  | Theraphosidae, Araneidae                                                                                                  | 1867-1875                    |          |  |
| Andrew Austin                      | Australia               |         |       | Hymenoptera, Aphididae, Clubionidae                                                                                       | 1977-2010                    |          |  |
| Márcio Avelino                     | Brasile                 |         |       | Emberizidae, Salticidae, Trochilidae                                                                                      | 1998-2006                    |          |  |
| Galina Azarkina                    | Russia                  | 1978    |       | Salticidae | 1999-                        |          |  |
| Yuki Baba                          | Giappone                | 1979    |       | ecologia, Araneidae, Salticidae                                                                                           | 2003-                        |          |  |
| Amélia Bacelar                     | Portogallo              |         |       | Mygalomorphae, Rhopalocera, checklist                                                                                     | 1927-1961                    |          |  |
| Barbara Baehr                      | Germania, Australia     |         |       | Hersiliidae, Zodariidae                                                                                                   | 1987-                        |          |  |
| William Baerg                      | Stati Uniti             | 1885    | 1980  | Theraphosidae | 1922-1961                    |          |  |
| Léon Baert                         | Belgio                  |         |       | Mysmenidae, Ochyroceratidae, Linyphiidae                                                                                  | 1980-2008                    |          |  |
| Charles Fuller Baker               | Filippine               | 1872    | 1927  | collezionista | 1896-1927                    |          |  |
| Janos Balogh                       | Ungheria                |         |       | checklist, Theridiidae, Salticidae                                                                                        | 1933-1953                    |          |  |
| Péter Balogh                       | Ungheria                |         |       | Salticidae, Araneidae, Acarina                                                                                            | 1978-1988                    |          |  |
| Nathan Banks                       | Stati Uniti             | 1868    | 1953  | Linyphiidae, Cybaeidae | 1890-1951                    |          |  |
| You-Hui Bao                        | Cina                    |         |       | Salticidae, Liphistiidae, Zodariidae, Theridiidae                                                                         | 1995-2006                    |          |  |
| Betty Martin Barnes                | Stati Uniti             |         |       | ecologia | 1953-1955                    |          |  |
| Robert Barnes                      | Stati Uniti             |         |       | ecologia, Salticidae, Lycosidae                                                                                           | 1953-1993                    |          |  |
| José Barreiros                     | Brasile                 | 1977    | 2007  | Scytodidae, Palpimanidae                                                                                                  | 2005-2007                    |          |  |
| Alberto Barrion                    | Filippine               | 1951    |       | Araneidae, ecologia | 1981-2001                    |          |  |
| William Morton Barrows             | Stati Uniti             | 1883    | 1946  | collezionista, Araneidae, Mysmenidae                                                                                      | 1919-1945                    |          |  |
| Friedrich Barth                    | Austria, Germania       | 1940    |       | etologia, Ctenidae, neurofisiologia                                                                                       | 1982-                        |          |  |
| Maciej Bartos                      | Polonia                 |         |       | Pholcidae, Salticidae | 1997-                        |          |  |
| Rommel Bastos Pereira              | Brasile                 |         |       | etologia, Pisauridae | 2009-                        |          |  |
| Maria José Bauab-Vianna            | Brasile                 |         |       | Opiliones, Salticidae, Clubionidae                                                                                        | 1972-1986                    |          |  |
| Dieter Baurecht                    | Austria                 |         |       | ecologia, Ctenidae | 1992-2001                    |          |  |
| Abdullah Bayram                    | Turchia                 | 1956    |       | Araneidae, Lycosidae, Agelenidae                                                                                          | 1993-                        |          |  |
| Ian Baxter                         | Regno Unito             |         |       | Dysderidae, checklist | 1999-2002                    |          |  |
| Ronald Baxter                      | Regno Unito             |         |       | Theraphosidae | 1993-                        |          |  |
| David Beamer                       | Stati Uniti             |         |       | Amphibia, Mygalomorphae                                                                                                   | 1995-                        |          |  |
| Joseph Beatty                      | Stati Uniti             | 1931    | 2009  | Desidae, Salticidae, Linyphiidae                                                                                          | 1970-1998                    |          |  |
| Léon Becker                        | Belgio                  | 1826    | 1909  | disegnatore, naturalista                                                                                                  | 1882-1896                    |          |  |
| Max Beier                          | Austria                 | 1903    | 1979  | Mantoidea, Orthoptera, Pseudoscorpionida, Siphonaptera                                                                    | 1928-1982                    |          |  |
| Dave Bell                          | Regno Unito             |         |       | Thomisidae, Coleoptera, checklist                                                                                         | 1999-2000                    |          |  |
| James Bell                         | Regno Unito             |         |       | Dictynidae | 1997-2000                    |          |  |
| Heiko Bellmann                     | Germania                | 1950    |       | Hymenoptera, Eresidae, Theridiosomatidae                                                                                  | 1974-2007                    |          |  |
| Ligia Rosario Benavides            | Colombia, Stati Uniti   |         |       | Mimetidae, Opiliones, ragni cavernicoli                                                                                   | 2005-                        |          |  |
| Suresh Benjamin                    | Sri Lanka, Stati Uniti  |         |       | Theridiidae, Linyphiidae                                                                                                  | 2000-                        |          |  |
| Robert Bennett                     | Canada                  |         |       | Agelenidae, Cybaeidae, Zoridae                                                                                            | 1984-2007                    |          |  |
| Pierre Benoit                      | Belgio                  |         |       | Araneidae, Echinodermata, Bryozoa                                                                                         | 1962-1981                    |          |  |
| Bettina Berendonck                 | Germania                |         |       | Theridiidae, anatomia | 2000-2007                    |          |  |
| Gernot Bergthaler                  | Austria                 |         |       | Lycosidae, Opiliones, Linyphiidae                                                                                         | 1994-                        |          |  |
| Lucien Berland                     | Francia                 | 1888    | 1962  | Salticidae, Thomisidae, Pholcidae                                                                                         | 1911-1962                    |          |  |
| Jonathan Berman                    | Stati Uniti             |         |       | Araneidae | 1971                         |          |  |
| James Berry                        | Stati Uniti             |         |       | Desidae, Salticidae, Linyphiidae                                                                                          | 1988-2001                    |          |  |
| Rogério Bertani                    | Brasile                 |         |       | Theraphosidae, Sicariidae                                                                                                 | 1991-                        |          |  |
| Philipp Bertkau                    | Germania                | 1849    | 1894  | Sparassidae, Anyphaenidae, Linyphiidae                                                                                    | 1872-1890                    |          |  |
| Luis Bertoncello                   | Brasile                 |         |       | Orsolobidae, Araneidae | 1999-2004                    |          |  |
| Leticia Bidegaray-Batista          | Spagna                  |         |       | Dysderidae | 2011-                        |          |  |
| Brandon Biesiadecki                | Stati Uniti             |         |       | etologia, Salticidae | 2002                         |          |  |
| Petr Bílek                         | Repubblica Ceca         | 1943    |       | Salticidae | 1989-                        |          |  |
| Max Birabén                        | Argentina               | 1893    | 1977  | Oonopidae, Palpimanidae, Araneidae                                                                                        | 1939-1957                    |          |  |
| Tharina Bird                       | Namibia                 |         |       | Ammoxenidae, Solifugae, Prodidomidae                                                                                      | 1997-                        |          |  |
| Sherman Chauncey Bishop            | Stati Uniti             | 1887    | 1951  | Linyphiidae, Pisauridae, Salamandridae, Dictynidae                                                                        | 1924-1950                    |          |  |
| Marija Biteniekytė                 | Lituania                |         |       | ecologia, checklist | 2002-                        |          |  |
| Todd Blackledge                    | Stati Uniti             |         |       | ecologia, Theridiidae | 1998-                        |          |  |
| John Blackwall                     | Regno Unito             | 1790    | 1881  | Linyphiidae, Araneidae, Thomisidae                                                                                        | 1832-1877                    |          |  |
| Gergin Blagoev                     | Bulgaria                |         |       | Lycosidae, Linyphiidae, checklist                                                                                         | 1999-2005                    |          |  |
| Helen Hayden Blauvelt              | Stati Uniti             | 1906    |       | Linyphiidae | 1936                         |          |  |
| Horst Bleckmann                    | Germania                |         |       | neurofisiologia, Ctenidae, Pisauridae                                                                                     | 1973-2010                    |          |  |
| Andrej Blejec                      | Slovenia                |         |       | Isopoda, Araneidae, Dysderidae                                                                                            | 1993-                        |          |  |
| David Blest                        | Nuova Zelanda           |         |       | Linyphiidae, Stiphidiidae, checklist                                                                                      | 1956-2004                    |          |  |
| Theo Blick                         | Germania                | 1961    |       | Linyphiidae, Opiliones, Ctenidae                                                                                          | 1988-                        |          |  |
| Melissa Bodner                     | Canada                  |         |       | Salticidae, filogenesi | 2002-                        |          |  |
| Andrzej Bohdanowicz                | Polonia                 |         |       | Salticidae | 1978-1987                    |          |  |
| Angelo Bolzern                     | Svizzera                | 1978    |       | Agelenidae, Zoropsidae, Linyphiidae                                                                                       | 2004-                        |          |  |
| Alexandre Bonaldo                  | Brasile                 |         |       | Miturgidae, Corinnidae, Drymusidae                                                                                        | 1992-                        |          |  |
| Jean-Claude Bonaric                | Francia                 |         |       | Dipluridae, Araneidae, anatomia                                                                                           | 1972-1990                    |          |  |
| Jason Bond                         | Stati Uniti             |         |       | Cyrtaucheniidae, Antrodiaetidae, Theridiidae                                                                              | 1995-                        |          |  |
| Pierre Bonnet                      | Francia                 | 1897    | 1990  | Pisauridae, Theridiidae, bibliografia                                                                                     | 1929-1959                    |          |  |
| Beata Borowiec                     | Polonia                 |         |       | Salticidae, biologia | 2002                         |          |  |
| Friedrich Wilhelm Bösenberg        | Germania                | 1841    | 1903  | Lycosidae, Gnaphosidae, checklist                                                                                         | 1895-1906                    |          |  |
| Robert Bosmans                     | Belgio                  |         |       | Tetragnathidae, Linyphiidae, Philodromidae                                                                                | 1977-                        |          |  |
| Jan Bosselaers                     | Belgio                  |         |       | Corinnidae, Myxomycetes, Liocranidae                                                                                      | 1977-                        |          |  |
| Thomas Bowling                     | Stati Uniti (Michigan)  |         |       | Thomisidae | 1975                         |          |  |
| Barbara Boyd                       | Stati Uniti (Minnesota) |         |       | Salticidae | 1997                         |          |  |
| Richard Bradley                    | Stati Uniti (Ohio)      |         |       | checklist | 1990-                        |          |  |
| Jens Rasmus Jensen Braendegaard    | Danimarca               | 1887    |       | Linyphiidae, Lycosidae, checklist                                                                                         | 1932-1972                    |          |  |
| Augusto Braul                      | Brasile                 |         |       | Salticidae, Araneidae | 1994-2003                    |          |  |
| Rudolf Braun                       | Germania                | 1924    | 1999  | Linyphiidae, Salticidae, Clubionidae                                                                                      | 1949-1982                    |          |  |
| Tania Brazil                       | Brasile                 |         |       | Theraphosidae, Araneidae, Oxyopidae                                                                                       | 1987-                        |          |  |
| António Brescovit                  | Brasile                 | 1959    |       | Oonopidae, Orsolobidae, Anyphaenidae                                                                                      | 1989-                        |          |  |
| Paolo Marcello Brignoli            | Italia                  | 1942    | 1986  | Pholcidae, Anapidae, Linyphiidae                                                                                          | 1967-1986                    |          |  |
| William Syer Bristowe              | Regno Unito             | 1901    | 1979  | Liphistiidae, Araneidae, etologia                                                                                         | 1925-1976                    |          |  |
| Félix António de Brito Capello     | Portogallo              | 1828    | 1879  | Araneidae, Deinopidae, Thomisidae, Decapoda                                                                               | 1864-1867                    |          |  |
| Matthew Bruce                      | Australia               |         |       | Araneidae, etologia | 2001-                        |          |  |
| Elizabeth Bryant                   | Regno Unito             | 1875    | 1953  | Prodidomidae, Araneidae, Theridiidae, Dictynidae                                                                          | 1908-1952                    |          |  |
| Jan Buchar                         | Repubblica Ceca         | 1932    |       | Lycosidae, Thomisidae, Gnaphosidae, Linyphiidae                                                                           | 1953-                        |          |  |
| Wolfgang Bücherl                   | Germania, Brasile       | 1911    | 1985  | Ctenidae, Nemesiidae, Theraphosidae, Sicariidae                                                                           | 1947-1973                    |          |  |
| Donald Buckle                      | Canada                  | 1947    |       | Pimoidae, Linyphiidae, Thomisidae, Araneidae                                                                              | 1964-                        |          |  |
| Erica Helena Buckup                | Brasile                 | 1934    |       | Theridiidae, Palpimanidae, Miturgidae, Gnaphosidae                                                                        | 1989-                        |          |  |
| Christopher Buddle                 | Canada                  |         |       | etologia, Carabidae, Lycosidae, Oribatidae                                                                                | 1998-                        |          |  |
| Thomas Bultman                     | Stati Uniti             |         |       | ecologia, Clavicipitaceae, Epichloe, Araneae                                                                              | 1982-                        |          |  |
| Matthias Burger                    | Svizzera, Stati Uniti   |         |       | anatomia, Tetrablemmidae, Oonopidae, Dysderidae                                                                           | 2002-                        |          |  |
| Arthur Gardiner Butler             | Regno Unito             | 1844    | 1925  | Lepidoptera, Araneidae, Opiliones, Aves, checklist                                                                        | 1868-1908                    |          |  |
| Alain Canard                       | Francia                 |         |       | Araneidae, Migidae, Gnaphosidae, checklist                                                                                | 1975-1982                    |          |  |
| Giovanni Canestrini                | Italia                  | 1835    | 1900  | anatomia comparata, Bacteria, Araneidae, Acarina, checklist                                                               | 1866-1899 (1868-1876, ragni) |          |  |
| Teresa Cantarella                  | Italia                  |         |       | Salticidae | 1974-2002                    |          |  |
| Ludovico Di Caporiacco             | Italia                  | 1901    | 1951  | Araneidae, Salticidae, Dictynidae, Corinnidae                                                                             | 1922-1955                    |          |  |
| Sandro Caramaschi                  | Brasile                 |         |       | Araneidae, neurologia, etologia, psicologia umana                                                                         | 1988-                        |          |  |
| Pedro Cardoso                      | Portogallo              |         |       | Agelenidae, Zodariidae, Nemesiidae, Scytodidae, checklist                                                                 | 2000-                        |          |  |
| James Edwin Carico                 | Stati Uniti d'America   | 1937    | 2009  | Pisauridae, Araneidae, Trechaleidae                                                                                       | 1972-2008                    |          |  |
| Emiliano Carnieri                  | Italia                  | 1967    |       | Miturgidae | 2006                         |          |  |
| James Carrel                       |                         |         |       | Lycosidae, Araneidae, Linyphiidae                                                                                         | 1976-2008                    |          |  |
| Devin Carroll                      |                         |         |       | Linyphiidae, etologia | 1977-2001                    |          |  |
| Leonardo Sousa Carvalho            | Brasile                 |         |       | Pholcidae, Cithaeronidae, checklist                                                                                       | 2007-                        |          |  |
| Rui Carvalho                       |                         |         |       | checklist, habitat, biodiversità                                                                                          | 2008-                        |          |  |
| Maria Casanueva                    |                         |         |       | Theridiidae, habitat | 2004-2011                    |          |  |
| Jérome Casas                       |                         |         |       | Thomisidae, anatomia | 2005-                        |          |  |
| Alberto Castro                     |                         |         |       | checklist, ecologia, biodiversità                                                                                         | 2002-                        |          |  |
| Josie Lynn Catindig                |                         |         |       | Lycosidae, ecologia | 2012-                        |          |  |
| Kefyn Catley                       |                         |         |       | Agelenidae, Hypochilidae, Linyphiidae                                                                                     | 1992-2002                    |          |  |
| Marie-Louise Célérier              | Francia                 |         |       | Theraphosidae, ecologia                                                                                                   | 1976-1993                    |          |  |
| Doralice Maria Cella               |                         |         |       | Oxyopidae, Salticidae, Pholcidae, genetica                                                                                | 2005-                        |          |  |
| Ana Cerveira                       |                         |         |       | Salticidae | 2003-2011                    |          |  |
| George Chamberlain                 |                         |         |       | Hexathelidae | 1944-1946                    |          |  |
| Joseph Conrad Chamberlin           | Stati Uniti             | 1898    | 1962  | Pseudoscorpionida, Vachoniidae, Coccidae, Chthoniidae                                                                     | 1921-1962                    |          |  |
| Ralph Vary Chamberlin              | Stati Uniti             | 1879    | 1967  | Gnaphosidae, Lycosidae | 1904-1949                    |          |  |
| Yung-Hau Chan                      |                         |         |       | Araneidae, Theridiidae, Anapidae                                                                                          | 1996-                        |          |  |
| Dmitri Charitonov                  |                         |         |       | Cybaeidae, Linyphiidae, Theridiidae, Gnaphosidae                                                                          | 1928-1969                    |          |  |
| Philip Charpentier                 |                         |         |       | Theraphosidae | 1992-1996                    |          |  |
| Maria Chatzaki                     | Grecia                  |         |       | Gnaphosidae, Salticidae, Dysderidae, Sicariidae, Nemesiidae, habitat                                                      | 1998-                        |          |  |
| Hui-Ming Chen                      | Cina                    |         |       | Cybaeidae, Pholcidae | 1999-2009                    |          |  |
| Jian Chen                          | Cina                    |         |       | Liphistiidae, Linyphiidae                                                                                                 | 1995-2010                    |          |  |
| Ren-Chung Chen                     | Cina                    |         |       | Salticidae, Araneidae, etologia                                                                                           | 2007-                        |          |  |
| Shyh-Hwang Chen                    | Cina                    |         |       | Hahniidae, Hersiliidae, Miturgidae, Anyphaenidae                                                                          | 1994-2012                    |          |  |
| Zhang-Fu Chen                      | Cina                    |         |       | Thomisidae, Linyphiidae                                                                                                   | 1987-2001                    |          |  |
| Alberto Chiarle                    | Italia                  |         |       | Lycosidae, Cybaeidae, Scorpiones, Dysderidae                                                                              | 2011-                        |          |  |
| Arthur Chickering                  | Stati Uniti             | 1887    | 1974  | Salticidae, Araneidae, Corinnidae, Linyphiidae                                                                            | 1941-1971                    |          |  |
| Yasunosuke Chikuni                 | Giappone                |         |       | Salticidae, Tetragnathidae                                                                                                | 1955-1989                    |          |  |
| Terry Christenson                  |                         |         |       | Araneidae, anatomia | 1984-2004                    |          |  |
| Erhard Christian                   |                         |         |       | Tetragnathidae, Palpigradi, fauna sotterranea                                                                             | 1997-2011                    |          |  |
| Fr. Chrysanthus OFM                | Paesi Bassi             |         |       | Salticidae, Araneidae | 1953-1975                    |          |  |
| Tracey Churchill                   | Australia               |         |       | Lycosidae, Barychelidae, ecologia                                                                                         | 1991-1999                    |          |  |
| Cornelius Chyzer                   | Ungheria                | 1836    | 1909  | checklist | 1891-1918                    |          |  |
| David Clark                        |                         |         |       | Salticidae, Lycosidae | 1992-2009                    |          |  |
| Douglas John Clark                 |                         | 1930    | 1971  | Salticidae | 1964-1977                    |          |  |
| Robert Clark                       |                         |         |       | Salticidae, etologia | 1994-2002                    |          |  |
| Christofer Clemente                |                         |         |       | Desidae, Lycosidae | 2005-2010                    |          |  |
| Carl Alexander Clerck              | Svezia                  | 1709    | 1765  | Araneidae, Lycosidae | 1757-1760                    |          |  |
| John Cloudsley-Thompson            |                         |         |       | Scytodidae | 1992-1999                    |          |  |
| Theodore Dru Alison Cockerell      | Stati Uniti             | 1866    | 1948  | Salticidae, Hymenoptera, Hemiptera, Mollusca                                                                              | 1890-1897                    |          |  |
| Jonathan Coddington                | Stati Uniti             |         |       | Synotaxidae, Theridiidae, Araneidae, Deinopidae, Mysmenidae, Theridiosomatidae                                            | 1986-                        |          |  |
| Jeffrey Cohn                       |                         |         |       | Araneidae, biologia, etologia                                                                                             | 1987-1990                    |          |  |
| James Cokendolpher                 |                         |         |       | Linyphiidae, Antrodiaetidae, Philodromidae, Clubionidae, Leptonetidae                                                     | 1978-                        |          |  |
| Judith Collins                     |                         |         |       | habitat, ecologia | 1987-1996                    |          |  |
| Marco Colombo                      | Italia                  |         |       | Cyrtaucheniidae, Linyphiidae                                                                                              | 2007-                        |          |  |
| André Comellini                    |                         |         |       | Thomisidae | 1955-1959                    |          |  |
| Luis Compagnucci                   | Argentina               |         |       | Amaurobiidae, Filistatidae, Hypochilidae                                                                                  | 2000-2004                    |          |  |
| John Henry Comstock                |                         |         |       | checklist | 1903-1940                    |          |  |
| John Cooke                         |                         |         |       | Prodidomidae | 1964-1968                    |          |  |
| Karl Coolidge                      |                         |         |       | Araneidae, Thomisidae | 1907-1910                    |          |  |
| Richard Copeland                   |                         |         |       | Theraphosidae | 1988-1993                    |          |  |
| Sofia Copperi                      | Argentina               |         |       | Nemesiidae, Theraphosidae, Mygalomorphae                                                                                  | 2010-                        |          |  |
| Detlev Cordes                      |                         |         |       | Lycosidae, Ctenidae | 1990-2008                    |          |  |
| David Corey                        |                         |         |       | Gnaphosidae, Miturgidae, checklist, ecologia, habitat                                                                     | 1988-1998                    |          |  |
| José Antonio Corronca              |                         |         |       | Selenopidae, Oonopidae, Thomisidae, Gnaphosidae                                                                           | 1994-2010                    |          |  |
| İlhan Coşar                        |                         |         |       | Linyphiidae, Corinnidae, Dictynidae, Salticidae                                                                           | 2012-                        |          |  |
| Achille Costa                      | Italia                  | 1823    | 1898  | Linyphiidae, Araneidae, Myrmeleontidae, Hemerobiidae, Neuroptera                                                          | 1855-1886                    |          |  |
| Fernando Costa                     |                         |         |       | Lycosidae, Mecicobothriidae, Theraphosidae, Araneidae, Amaurobiidae, Nemesiidae                                           | 1984-                        |          |  |
| Oronzo Gabriele Costa              | Italia                  | 1787    | 1867  | Nemesiidae, Araneidae, Pamphagidae, Dactylopiidae, Rhysodidae                                                             | 1829-1835                    |          |  |
| Luiz Ernesto Costa-Schmidt         |                         |         |       | Trechaleidae | 2008-2010                    |          |  |
| Michael Costello                   |                         |         |       | etologia, habitat | 1995-2005                    |          |  |
| David Court                        |                         |         |       | Araneidae, checklist | 1973-2008                    |          |  |
| Rollin Coville                     |                         |         |       | etologia | 1984-2000                    |          |  |
| Frederick Coyle                    |                         |         |       | Dipluridae, Theridiidae, Antrodiaetidae, Mysmenidae, Nesticidae, genetica                                                 | 1968-2006                    |          |  |
| Catherine Craig                    |                         |         |       | Araneidae, ecologia, ragnatele                                                                                            | 1986-2010                    |          |  |
| Rodney Crawford                    |                         |         |       | Linyphiidae | 1976-2010                    |          |  |
| Luis Carlos Crespo                 | Spagna                  |         |       | Agelenidae, Gnaphosidae, Philodromidae, Linyphiidae, biodiversità                                                         | 2007-                        |          |  |
| Sarah Crews                        |                         |         |       | Selenopidae, Cybaeidae, Desidae, Homalonychidae                                                                           | 2006-                        |          |  |
| John Crocker                       |                         |         |       | Linyphiidae, checklist | 1970-1996                    |          |  |
| Wolfgang Crome                     | Germania                |         |       | Thomisidae, Araneidae | 1951-1965                    |          |  |
| Henrietta Croom                    |                         |         |       | Tetragnathidae | 1991-1994                    |          |  |
| Cyrus Richard Crosby               | Stati Uniti             | 1879    | 1937  | Dipluridae, Theridiidae, Linyphiidae, Pisauridae                                                                          | 1905-1938                    |          |  |
| Fiona Cross                        |                         |         |       | Salticidae | 2006-2011                    |          |  |
| Tanza Crouch                       |                         |         |       | Eresidae, biodiversità | 1998-2002                    |          |  |
| Peter Croucher                     |                         |         |       | Theridiidae, etologia | 2011-                        |          |  |
| Szinetar Csaba                     |                         |         |       | Pholcidae, checklist | 1988-2011                    |          |  |
| Joseph Culin                       |                         |         |       | Araneidae, Tetragnathidae                                                                                                 | 1982-1992                    |          |  |
| Meg Cumming                        |                         |         |       | Salticidae | 1999-2008                    |          |  |
| Mónica Cunningham                  |                         |         |       | Sparassidae, Theridiidae                                                                                                  | 1994-2011                    |          |  |
| Bozidar Curcic                     |                         |         |       | Linyphiidae, ragni sotterranei                                                                                            | 1997-                        |          |  |
| David Curtis                       |                         |         |       | ecologia, etologia, genetica                                                                                              | 1980-1997                    |          |  |
| Paula Cushing                      |                         |         |       | Linyphiidae, Zodariidae, etologia, Formicidae                                                                             | 1989-2005                    |          |  |
| Bruce Cutler                       |                         |         |       | Salticidae, Atypidae, Mimetidae, Philodromidae, etologia                                                                  | 1978-2012                    |          |  |
| Marian Czajka                      |                         |         |       | Salticidae, Linyphiidae, Amaurobiidae                                                                                     | 1954-1994                    |          |  |
| Kent Daane                         |                         |         |       | Miturgidae, habitat | 2005-2010                    |          |  |
| Lionel Dabat                       |                         |         |       | Theraphosidae | 1997-2000                    |          |  |
| Marie Dacke                        |                         |         |       | Lycosidae, anatomia | 1999-2010                    |          |  |
| Friedrich Dahl                     | Germania                | 1856    | 1929  | Linyphiidae, Zoropsidae, Araneidae, Lycosidae, Thomisidae                                                                 | 1886-1927                    |          |  |
| Maria Dahl                         | Germania                | 1872    | 1972  | Hahniidae, Salticidae, checklist                                                                                          | 1902-1937                    |          |  |
| Raymond de Dalmas                  | Francia                 | 1862    | 1930  | Desidae, Tetragnathidae, Oonopidae, Gnaphosidae, checklist                                                                | 1915-1922                    |          |  |
| Wim Damen                          |                         |         |       | Ctenidae, Theridiidae, anatomia, genetica                                                                                 | 1998-2005                    |          |  |
| Vasily Danilevich                  | Russia                  |         |       | Theridiidae, genetica, tossicologia                                                                                       | 1999-2000                    |          |  |
| Sergei Danilov                     | Russia                  |         |       | Dictynidae, Salticidae | 1990-2001                    |          |  |
| Tarik Danişman                     | Turchia                 |         |       | Theridiidae, Thomisidae, Linyphiidae, Corinnidae, Dictynidae, Oonopidae, checklist                                        | 2007-                        |          |  |
| Pakawin Dankittipakul              | India                   |         |       | Agelenidae, Clubionidae, Zodariidae, Corinnidae                                                                           | 2004-                        |          |  |
| Dalius Dapkus                      |                         |         |       | Gnaphosidae, Liocranidae, habitat                                                                                         | 2000-2002                    |          |  |
| Roger Darchen                      |                         |         |       | Araneidae, Agelenidae, etologia                                                                                           | 1976-1986                    |          |  |
| Jens Dauber                        | Germania                |         |       | Linyphiidae, Lycosidae, ecologia, etologia                                                                                | 2000-2008                    |          |  |
| Valerie Davies                     | Australia               | 1920    | 2012  | Malkaridae, Amaurobiidae, Stiphidiidae, Amphinectidae, Araneidae, Salticidae                                              | 1969-2005                    |          |  |
| Louie Irby Davis                   |                         |         |       | Mysmenidae, Linyphiidae, Gnaphosidae, Lycosidae                                                                           | 1936-1946                    |          |  |
| Samson Davis                       |                         |         |       | Thomisidae, Pisauridae, Oxyopidae                                                                                         | 2001-2004                    |          |  |
| Ian Dawson                         |                         |         |       | Linyphiidae, Theridiidae, Clubionidae                                                                                     | 2002-2005                    |          |  |
| David Allen Dean                   |                         |         |       | Linyphiidae, Araneidae, Uloboridae, habitat, ecologia                                                                     | 1982-2003                    |          |  |
| Domir De Bakker                    |                         |         |       | Salticidae, Cybaeidae, Oonopidae, ecologia                                                                                | 1999-2008                    |          |  |
| Arthur Emile Decae                 | Paesi Bassi             | 1945    |       | Nemesiidae, Segestriidae, Hexathelidae, Cyrtaucheniidae, anatomia                                                         | 1984-                        |          |  |
| Alberto De Castro                  |                         |         |       | Agelenidae, habitat, checklist                                                                                            | 1998-2008                    |          |  |
| Heinz Decker                       |                         |         |       | Theraphosidae, etologia, anatomia                                                                                         | 1982-1998                    |          |  |
| Kris Decleer                       |                         |         |       | Linyphiidae, ecologia | 1988-1992                    |          |  |
| Champion De Crespigny              |                         |         |       | Araneidae, etologia | 2000-2001                    |          |  |
| Paul Robert Deeleman               |                         |         |       | Dysderidae, ragni sotterranei                                                                                             | 1980-1988                    |          |  |
| Christa Deeleman-Reinhold          | Paesi Bassi             | 1930    |       | Dysderidae, Ochyroceratidae, Linyphiidae, Leptonetidae, Clubionidae, Corinnidae, Miturgidae                               | 1974-                        |          |  |
| Jérémy Defrize                     | Francia                 |         |       | Thomisidae, etologia, anatomia                                                                                            | 2011-                        |          |  |
| Marie De Jager                     |                         |         |       | checklist | 1999-2005                    |          |  |
| Sylvain Déjean                     |                         |         |       | Linyphiidae, Thomisidae                                                                                                   | 2011-                        |          |  |
| Geert De Knijf                     | Paesi Bassi             |         |       | Linyphiidae, habitat | 1994-1995                    |          |  |
| Carmen De La Serna De Esteban      |                         |         |       | Theridiidae, etologia | 1981-1995                    |          |  |
| Emmanuel Delfosse                  |                         |         |       | Theraphosidae | 1998-2005                    |          |  |
| Christo Deltshev                   | Bulgaria                | 1939    |       | Linyphiidae, Leptonetidae, Agelenidae, Nesticidae, Lycosidae, Cybaeidae, ragni sotterranei, checklist                     | 1967-                        |          |  |
| Mario De Maria                     |                         |         |       | Araneidae, Sicariidae, Siphonaptera                                                                                       | 2004-                        |          |  |
| Eva De Mas                         |                         |         |       | etologia, ragni sotterranei, biodiversità                                                                                 | 2003-2010                    |          |  |
| Hakan Demir                        | Turchia                 |         |       | Oxyopidae, Gnaphosidae, Thomisidae, Philodromidae                                                                         | 2004-                        |          |  |
| Jacques Denis                      | Francia                 | 1902    | 1972  | Linyphiidae, Araneidae, ragni sotterranei                                                                                 | 1934-1968                    |          |  |
| Paula Dennis                       |                         |         |       | Theraphosidae, Ctenizidae                                                                                                 | 1990-1992                    |          |  |
| Laura Montes De Oca                |                         |         |       | Theridiidae | 2005-                        |          |  |
| Konjev Desender                    | Belgio                  | 1956    | 2008  | checklist, habitat | 1990-2002                    |          |  |
| Charles Joseph de Villers          | Francia                 | 1724    | 1810  | Mimetidae | 1789                         |          |  |
| Jill De Vito                       |                         |         |       | Lycosidae | 2003-2005                    |          |  |
| Robert De Voe                      |                         |         |       | Lycosidae, anatomia | 1969-1975                    |          |  |
| Bruno De Vos                       |                         |         |       | ecologia, biodiversità | 2000-2002                    |          |  |
| Mariajosé Deza                     |                         |         |       | Salticidae, Araneidae | 2010-2014                    |          |  |
| Dhruba Chandra Dhali               |                         |         |       | Thomisidae, Lycosidae | 2010-                        |          |  |
| Ali Dhinojwala                     |                         |         |       | ecologia, etologia, ragnatele                                                                                             | 2009-                        |          |  |
| Marcelo Alves Dias                 |                         |         |       | Ctenidae, etologia | 2005-2011                    |          |  |
| Sidclay Calaça Dias                |                         |         |       | Theraphosidae, Pholcidae, habitat, checklist                                                                              | 2000-2012                    |          |  |
| Cedric Dicko                       |                         |         |       | ecologia, ragnatele | 1999-2012                    |          |  |
| Michael Dierkens                   |                         |         |       | Tetrablemmidae, Zodariidae, Tetragnathidae, Araneidae, checklist                                                          | 2011-                        |          |  |
| Francesca Di Franco                | Italia                  |         |       | Gnaphosidae, Nemesiidae, Clubionidae, Dysderidae, ecologia                                                                | 1987-2005                    |          |  |
| Dimităr Dimitrov                   | Russia                  |         |       | Araneidae, Tetragnathidae, Pimoidae, Thomisidae, Dysderidae, Pholcidae                                                    | 1996-2012                    |          |  |
| Axel Dinter                        |                         |         |       | Linyphiidae, etologia | 1995-1998                    |          |  |
| Piergiorgio Di Pompeo              | Italia                  |         |       | Filistatidae, Theridiidae, Araneidae, ecologia, etologia, tassonomia                                                      | 2011-                        | [ 160 ]  |  |
| Anna Sophie Dippenaar-Schoeman     |                         | 1948    |       | Araneidae, Hersiliidae, Thomisidae, Oxyopidae, Ammoxenidae, Theraphosidae, etologia                                       | 1984-                        |          |  |
| Mary Ellen Dix                     |                         |         |       | Thomisidae | 1995-1998                    |          |  |
| Ludek Jindrich Dobroruka           | Repubblica Ceca         | 1920    | 2004  | Salticidae | 1995-2004                    |          |  |
| Stanley Dobson                     |                         |         |       | Araneidae, Linyphiidae, Tetragnathidae, checklist                                                                         | 1990-1999                    |          |  |
| John Dobyns                        |                         |         |       | Theridiidae | 1996-1997                    |          |  |
| Gary Dodson                        |                         |         |       | Araneidae, etologia | 1993-1999                    |          |  |
| Jan Dolansky                       |                         |         |       | Lycosidae, checklist | 1997-2011                    |          |  |
| Carl Ludwig Doleschall             | Ungheria                | 1827    | 1859  | Araneidae, Nemesiidae, Tetragnathidae                                                                                     | 1857-1871                    |          |  |
| Charles Dondale                    | Canada                  |         |       | Linyphiidae, Thomisidae, Lycosidae, Clubionidae, Tetragnathidae, Philodromidae                                            | 1958-                        |          |  |
| Wilhelm Dönitz                     | Germania                | 1838    | 1912  | Agelenidae, Gnaphosidae                                                                                                   | 1887-1906                    |          |  |
| Niall Doran                        | Australia               |         |       | Austrochilidae | 1997-1999                    |          |  |
| P.R. Dorris                        |                         |         |       | Lycosidae, checklist, habitat                                                                                             | 1968-1995                    |          |  |
| Michael Downes                     |                         |         |       | Desidae, Theridiidae, anatomia                                                                                            | 1984-1994                    |          |  |
| Iain Downie                        |                         |         |       | Linyphiidae, biodiversità                                                                                                 | 1994-1998                    |          |  |
| Michael Draney                     |                         |         |       | Hahniidae, Linyphiidae, habitat                                                                                           | 1997-2005                    |          |  |
| Paiatzi Penteho Drensky            | Bulgaria                |         |       | Uloboridae, Linyphiidae, Gnaphosidae                                                                                      | 1929-1939                    |          |  |
| Edouard Dresco                     |                         |         |       | Agelenidae, Cyrtaucheniidae, Linyphiidae, Nemesiidae, ragni sotterranei                                                   | 1951-1979                    |          |  |
| Bastian Drolshagen                 |                         |         |       | Dipluridae, Theraphosidae                                                                                                 | 2007-2011                    |          |  |
| Rainer Dröschmeister               |                         |         |       | Theridiidae | 1994-1995                    |          |  |
| Eric Duffey                        |                         |         |       | Lycosidae, Linyphiidae, Pisauridae, biodiversità                                                                          | 1962-2005                    |          |  |
| Jean-Marie Léon Dufour             | Francia                 | 1780    | 1865  | Oecobiidae, Zoropsidae, Sicariidae                                                                                        | 1820-1837                    |          |  |
| Antoine Louis Dugès                |                         | 1797    | 1838  | Salticidae, Pholcidae, Oecobiidae                                                                                         | 1836                         |          |  |
| Ioan Duma                          |                         |         |       | Lycosidae | 2005-2007                    |          |  |
| Margareta Dumitrescu               |                         |         |       | Nesticidae, Linyphiidae                                                                                                   | 1962-1992                    |          |  |
| Peter Mikhailovic Dunin            |                         | 1952    | 1998  | Dysderidae, Gnaphosidae                                                                                                   | 1984-1998                    |          |  |
| Jason Dunlop                       |                         | 1970    |       | Thomisidae, Liphistiidae, tassonomia, anatomia, fossili                                                                   | 1992-                        |          |  |
| Roy Dunn                           | Australia               |         |       | Araneidae, Lamponidae, Salticidae, checklist                                                                              | 1946-1951                    |          |  |
| Nadine Dupérré                     | Canada                  |         |       | Caponiidae, Linyphiidae, Oonopidae, Theridiidae, Periegopidae                                                             | 2001-                        |          |  |
| Gérard Dupre                       | Francia                 |         |       | Theraphosidae | 1994-1999                    |          |  |
| Konstantin Dvadnenko               | Russia                  |         |       | Cybaeidae, Pisauridae, Gnaphosidae                                                                                        | 2010-                        |          |  |
| Andrzej Dziabaszewski              | Polonia                 |         |       | Lycosidae, Pholcidae, checklist                                                                                           | 1967-1995                    |          |  |
| Georg Ebenbichler                  | Germania                |         |       | Linyphiidae, checklist, ragni sotterranei                                                                                 | 1997-2001                    |          |  |
| William Eberhard                   | Costa Rica              |         |       | Thomisidae, Tetragnathidae, Uloboridae, Theridiidae, Pholcidae, anatomia                                                  | 1967-                        |          |  |
| Malcolm Edmunds                    |                         |         |       | Salticidae | 1979-2006                    |          |  |
| Annabel Edwards                    |                         |         |       | Ochyroceratidae, Tetragnathidae                                                                                           | 2000-2003                    |          |  |
| Eric Edwards                       |                         |         |       | Atypidae, Ochyroceratidae, etologia                                                                                       | 1990-2003                    |          |  |
| Glavis Bernard Edwards             | Stati Uniti d'America   | 1948    |       | Salticidae, Theridiidae, Araneidae, Filistatidae, Sicariidae, Pholcidae                                                   | 1977-2012                    |          |  |
| Robert Edwards                     |                         |         |       | Linyphiidae, Atypidae, Ochyroceratidae, Tetragnathidae, etologia, genetica                                                | 1990-2006                    |          |  |
| Viktor Efimik                      |                         |         |       | Nesticidae, Gnaphosidae, Philodromidae, Linyphiidae                                                                       | 1991-2000                    |          |  |
| Walter Egger                       | Austria                 |         |       | Araneidae | 1992-1995                    |          |  |
| William Ehmann                     |                         |         |       | Salticidae, habitat | 1994-2002                    |          |  |
| Jànos Eichardt                     |                         |         |       | Gnaphosidae, Lycosidae | 2002-2009                    |          |  |
| Beata Eichenberger                 | Germania                |         |       | Linyphiidae, Oonopidae | 2009-                        |          |  |
| Karl Eichwald                      | Germania                | 1795    | 1876  | Atypidae | 1830-1837                    |          |  |
| Thomas Eisner                      |                         |         |       | etologia | 1985-1997                    |          |  |
| Mark Elgar                         | Australia               |         |       | etologia, Salticidae, Agelenidae, Araneidae                                                                               | 1990-                        |          |  |
| Hisham El-Hennawy                  |                         |         |       | Hersiliidae, Miturgidae, Eresidae, Titanoecidae, Pholcidae, Lycosidae, Palpimanidae                                       | 1996-                        |          |  |
| Damian Elias                       |                         |         |       | Salticidae, etologia | 2003-2010                    |          |  |
| Mert Elverici                      |                         |         |       | Dysderidae, Linyphiidae, checklist                                                                                        | 2011-                        |          |  |
| Robert Elwood                      |                         |         |       | Tetragnathidae, etologia                                                                                                  | 1998-2003                    |          |  |
| Michel Emerit                      |                         |         |       | Araneidae, Mimetidae, checklist                                                                                           | 1963-2010                    |          |  |
| James Henry Emerton                | Stati Uniti             | 1847    | 1930  | Linyphiidae, Theridiidae, Theraphosidae                                                                                   | 1875-1926                    |          |  |
| Ian Endersby                       |                         |         |       | Araneidae, Listroscelidinae, ragnatele                                                                                    | 1995-1997                    |          |  |
| Ian Engelbrecht                    |                         |         |       | Ctenizidae, Cyrtaucheniidae                                                                                               | 2011-                        |          |  |
| Bruno Erb                          |                         |         |       | Liphistiidae, Salticidae, Mygalomorphae                                                                                   | 2010-                        |          |  |
| Melek Erdek                        |                         |         |       | Corinnidae, Linyphiidae                                                                                                   | 2012-                        |          |  |
| Sarolta Erdos                      |                         |         |       | habitat, etologia | 2012-                        |          |  |
| Tamar Erez                         |                         |         |       | Eresidae, etologia | 1997-2005                    |          |  |
| W. Ermolaev                        |                         |         |       | Linyphiidae, Araneidae, Theridiidae, Agelenidae, checklist                                                                | 1927-1937                    |          |  |
| Pierre Escoubas                    | Francia                 |         |       | Theraphosidae | 1997-                        |          |  |
| Kirill Eskov                       | Russia                  |         |       | Linyphiidae, Archaeidae, Theridiidae, checklist                                                                           | 1981-                        |          |  |
| Maria Elaine Esmerio               |                         |         |       | Thomisidae | 1995-1996                    |          |  |
| A. Espuny                          | Spagna                  |         |       | Anyphaenidae, habitat, checklist                                                                                          | 1993-1996                    |          |  |
| Sergei Esyunin                     | Russia                  |         |       | Nesticidae, Oxyopidae, Dictynidae, Linyphiidae, Lycosidae, Araneidae, habitat, checklist                                  | 1991-                        |          |  |
| Micky Eubanks                      |                         |         |       | Lycosidae | 1992-1993                    |          |  |
| Theodore Evans                     |                         |         |       | Thomisidae | 1995-2000                    |          |  |
| Neal Evenhuis                      |                         |         |       | Araneae, Chrysomelidae, checklist                                                                                         | 2005-2009                    |          |  |
| James William Everts               |                         |         |       | Linyphiidae, etologia | 1980-1991                    |          |  |
| K. Evtushenko                      |                         |         |       | Nesticidae, Linyphiidae, Gnaphosidae                                                                                      | 1992-                        |          |  |
| Harriet Exline                     | Stati Uniti             | 1909    | 1968  | Agelenidae, Lycosidae, Gnaphosidae                                                                                        | 1935-1978                    |          |  |
| Thomas Ezendam                     |                         |         |       | Theraphosidae | 1997-1999                    |          |  |
| Dean Faber                         |                         |         |       | Salticidae | 1984-1994                    |          |  |
| Ruth Fabian-Fine                   |                         |         |       | Ctenidae, ecologia, etologia                                                                                              | 1997-2004                    |          |  |
| Johan Christian Fabricius          | Danimarca               | 1745    | 1808  | Salticidae | 1775-1798                    |          |  |
| Stanley Faeth                      | Stati Uniti             | 1951    |       | Salticidae, Hemiptera, Fungi, microbiologia, ecologia                                                                     | 1989-2012                    |          |  |
| Louis Fage                         | Francia                 | 1883    | 1964  | Leptonetidae, Linyphiidae                                                                                                 | 1912-1946                    |          |  |
| Daphne Fairbairn                   |                         |         |       | Araneidae, etologia | 2003-2005                    |          |  |
| William Falconer                   | Regno Unito             | 1862    | 1943  | Linyphiidae, Salticidae                                                                                                   | 1909-1919                    |          |  |
| Wouter Fannes                      | Belgio                  |         |       | Oonopidae | 2008-                        |          |  |
| Gyulli Farzalieva                  | Russia                  |         |       | Agelenidae, Dictynidae | 2002-2009                    |          |  |
| Mauro Fasola                       | Italia                  |         |       | Aves, Testudinidae, Lacertilia, Araneae, etologia, checklist                                                              | 2001-                        |          |  |
| Richard Faulder                    |                         |         |       | Actinopodidae, Ctenizidae                                                                                                 | 1985-1995                    |          |  |
| Mariya Fedoryak                    | Russia                  |         |       | Gnaphosidae, checklist | 2005-                        |          |  |
| Rui Fei                            |                         |         |       | Linyphiidae, Sparassidae                                                                                                  | 1992-2002                    |          |  |
| Chris Felton                       | Regno Unito             |         |       | Linyphiidae, Gnaphosidae, Liocranidae                                                                                     | 1972-2004                    |          |  |
| Ivana Fenclova                     | Repubblica Ceca         |         |       | checklist | 1999-2005                    |          |  |
| Carmen Fernandez-Montraveta        |                         |         |       | Lycosidae, anatomia | 1990-2003                    |          |  |
| Miguel Angel Ferrandez             | Spagna                  |         |       | Dysderidae, Liphistiidae, Scytodidae                                                                                      | 1983-                        |          |  |
| Nelson Ferretti                    | Argentina               |         |       | Theraphosidae, Nemesiidae, Mygalomorphae                                                                                  | 2010-                        |          |  |
| Victor Fet                         | Stati Uniti             |         |       | Linyphiidae, Hersiliidae, Gnaphosidae                                                                                     | 1986-                        |          |  |
| Karl Rudolph Dietrich Fickert      | Germania                | 1849    | 1904  | Theridiidae, Linyphiidae                                                                                                  | 1875-1876                    |          |  |
| Olivier-David Finch                |                         |         |       | Theridiidae, etologia, biodiversità                                                                                       | 1996-2008                    |          |  |
| Ola Margaret Fincke                |                         |         |       | Uloboridae, Araneidae | 1981-1990                    |          |  |
| Linda Susan Fink                   | Stati Uniti d'America   |         |       | Oxyopidae | 1984-1987                    |          |  |
| Torsten Finke                      | Germania                |         |       | Theraphosidae, anatomia, etologia                                                                                         | 1987-2004                    |          |  |
| Jurgen Fischer                     | Svizzera                |         |       | Salticidae, checklist | 1993-2003                    |          |  |
| Marta Fischer                      |                         |         |       | Sicariidae, biologia | 1994-2005                    |          |  |
| Henry Sheldon Fitch                | Stati Uniti             | 1909    | 2009  | Serpentes, Atypidae, Pholcidae, collezioni                                                                                | 1959-1976                    |          |  |
| Brian Fitzgerald                   |                         |         |       | Desidae, Stiphidiidae, Theridiidae                                                                                        | 2009-                        |          |  |
| Moira FitzPatrick                  |                         |         |       | Gnaphosidae | 1994-2009                    |          |  |
| Andreas Floren                     |                         |         |       | Theridiidae, Salticidae, habitat                                                                                          | 2003-2010                    |          |  |
| Eduardo Florez-Daza                |                         |         |       | checklist | 1996-2005                    |          |  |
| Rainer Foelix                      |                         |         |       | Salticidae, Agelenidae, Liphistiidae, Thomisidae                                                                          | 1972-2015                    |          |  |
| Matthias Foellmer                  |                         |         |       | Araneidae, etologia | 2003-2011                    |          |  |
| George Folkerts                    |                         | 1938    | 2007  | ecologia | 1979-2006                    |          |  |
| Klaus Follner                      |                         |         |       | Araneidae | 1995-1996                    |          |  |
| Alexander Fomichev                 |                         |         |       | Gnaphosidae, Filistatidae, checklist                                                                                      | 2011-                        |          |  |
| Stefan Foord                       |                         |         |       | Hersiliidae, Salticidae, checklist, biodiversità                                                                          | 2002-                        |          |  |
| Daniel Formanowicz                 |                         |         |       | Theraphosidae, Lycosidae                                                                                                  | 1991-2005                    |          |  |
| Michael Formella                   |                         |         |       | Salticidae, Theridiidae                                                                                                   | 1990-1991                    |          |  |
| Pehr Forsskål                      | Svezia                  | 1732    | 1763  | Pisces, Scincidae, Decapoda, Filistatidae, Araneidae                                                                      | 1775                         |          |  |
| Arnold Förster                     | Germania                | 1810    | 1884  | Acaenitinae, Ctenopelmatinae, Metopiinae, Campopleginae, Linyphiidae, checklist                                           | 1883                         |          |  |
| Lyn Forster                        |                         |         |       | Salticidae | 1986-1999                    |          |  |
| Raymond Robert Forster             | Nuova Zelanda           | 1922    | 2000  | Gradungulidae, Microstigmatidae, Micropholcommatidae, Oonopidae, Hypochilidae                                             | 1955-1999                    |          |  |
| René Fourie                        |                         |         |       | Atypidae | 2011-2012                    |          |  |
| Harold Fowler                      |                         |         |       | Araneidae, Clubionidae, Theridiidae, etologia                                                                             | 1979-1996                    |          |  |
| Irving Fox                         |                         |         |       | Salticidae, Gnaphosidae, Thomisidae, Sparassidae, Lycosidae, Agelenidae, checklist                                        | 1935-1940                    |          |  |
| Liz Fox                            |                         |         |       | Desidae, Lycosidae | 2005-2010                    |          |  |
| Volker Framenau                    | Australia               |         |       | Araneidae, Lycosidae, checklist, etologia                                                                                 | 1996-                        |          |  |
| Valerian Franc                     | Slovacchia              |         |       | checklist | 1995-2000                    |          |  |
| Gabriel Francescoli                | Uruguay                 |         |       | Rodentia, Lycosidae, Opiliones                                                                                            | 1995-                        |          |  |
| Oscar Francke                      |                         |         |       | Pholcidae, biodiversità                                                                                                   | 2009-2013                    |          |  |
| Pelegrín Franganillo Balboa        | Cuba                    | 1873    | 1955  | Araneidae, Plectreuridae, Salticidae, Dipluridae                                                                          | 1910-1935                    |          |  |
| Thomas Frank                       |                         |         |       | Lycosidae, etologia, checklist                                                                                            | 1995-2011                    |          |  |
| Gilson Freitas                     | Brasile                 |         |       | Gnaphosidae, checklist, biodiversità                                                                                      | 2008-                        |          |  |
| Holger Frick                       |                         |         |       | Linyphiidae | 2005-                        |          |  |
| T. Friedel                         | Germania                |         |       | Ctenidae, etologia, tossicologia                                                                                          | 1993-1998                    |          |  |
| Niclas Fritzén                     |                         |         |       | Uloboridae, Theridiidae, Tetragnathidae                                                                                   | 2005-2011                    |          |  |
| Lutz Fromhage                      |                         |         |       | Araneidae | 2005-2006                    |          |  |
| Jianying Fu                        | Cina                    |         |       | Corinnidae, Clubionidae, Liocranidae                                                                                      | 2008-2010                    |          |  |
| Ion Eduard Fuhn                    | Romania                 | 1916    | 1987  | Serpentes, Lycosidae, checklist                                                                                           | 1970-1995                    |          |  |
| Yasuhiro Fujii                     | Giappone                |         |       | Lycosidae, etologia | 1997-2001                    |          |  |
| Celina Yukari Fukami               |                         |         |       | Nemesiidae, Idiopidae | 2004-                        |          |  |
| Caroline Sayuri Fukushima          | Brasile                 |         |       | Theraphosidae, Theridiidae, Cyrtaucheniidae                                                                               | 2008-                        |          |  |
| Robert Furey                       |                         |         |       | Agelenidae | 1989-1999                    |          |  |
| Pierre-Alain Furst                 |                         |         |       | Pholcidae, ecologia | 1991-1998                    |          |  |
| Johann Kaspar Füssli               | Svizzera                | 1743    | 1786  | Pholcidae | 1775                         |          |  |
| Ray Gabriel                        |                         |         |       | Theraphosidae, Sparassidae                                                                                                | 1993-                        |          |  |
| Claudia Gack                       |                         |         |       | Atypidae | 1986-2006                    |          |  |
| Pawan Gajbe                        | India                   |         |       | Clubionidae, Thomisidae, Araneidae                                                                                        | 1999-2005                    |          |  |
| U.A. Gajbe                         | India                   |         |       | Philodromidae, Gnaphosidae, Thomisidae, Cithaeronidae                                                                     | 1973-2008                    |          |  |
| Peter Gajdos                       |                         |         |       | Oonopidae, Linyphiidae, checklist, etologia                                                                               | 1992-2005                    |          |  |
| María Elena Galiano                | Argentina               | 1928    | 2000  | Salticidae | 1961-2001                    |          |  |
| Richard Gallon                     |                         |         |       | Philodromidae, Gnaphosidae, Thomisidae, Cithaeronidae                                                                     | 1992-                        |          |  |
| William Galvis                     |                         |         |       | Salticidae | 2014-                        |          |  |
| Wenjin Gan                         |                         |         |       | Salticidae, Araneidae | 2008-2010                    |          |  |
| Mahadevan Ganeshkumar              | India                   |         |       | Theridiidae, Salticidae                                                                                                   | 1995-2007                    |          |  |
| Jiu-Chun Gao                       | Cina                    |         |       | Linyphiidae, Sparassidae                                                                                                  | 1989-2002                    |          |  |
| Jessica Garb                       |                         |         |       | Thomisidae, Theridiidae, genetica                                                                                         | 1998-                        |          |  |
| Jimmy Jair Cabra Garcia            |                         |         |       | Tetragnathidae, filogenesi                                                                                                | 2013-                        |          |  |
| Luis Fernando Garcia               |                         |         |       | Sparassidae, Oecobiidae                                                                                                   | 2011-                        |          |  |
| Luca Nascimento Garcia-Neto        | Brasile                 |         |       | Thomisidae | 1986-1995                    |          |  |
| Miguel Ángel Garcia-Villafuerte    | Messico                 |         |       | Dipluridae, fossili | 2003-2010                    |          |  |
| Joanna Gardzinska                  | Polonia                 |         |       | Salticidae | 1994-                        |          |  |
| Anne Gaskett                       |                         |         |       | Araneidae | 2000-2011                    |          |  |
| Thierry Ray Gasnier                |                         |         |       | Ctenidae, Lycosidae, etologia, checklist                                                                                  | 1995-2009                    |          |  |
| Clara Gaspar                       |                         |         |       | checklist, biodiversità                                                                                                   | 2008-2010                    |          |  |
| Fulvio Gasparo                     | Italia                  |         |       | Dysderidae, Linyphiidae, Tetragnathidae                                                                                   | 1996-                        |          |  |
| Karin Rita Gastreich               | Costa Rica              |         |       | Theridiidae, etologia | 1996-1999                    |          |  |
| Felipe Gawryszewski                |                         |         |       | Thomisidae, etologia | 2011-                        |          |  |
| Kris Gellynck                      |                         |         |       | Araneidae, Cybaeidae | 2005-2006                    |          |  |
| Maria Georgescu                    | Romania                 |         |       | Ochyroceratidae, Linyphiidae                                                                                              | 1969-1994                    |          |  |
| Ulrich Gerhardt                    | Germania                | 1875    | 1950  | Linyphiidae | 1928-1944                    |          |  |
| Berta Gerschman                    |                         | 1905    | 1977  | Theraphosidae, Mygalomorphae, Cyrtaucheniidae, Dipluridae                                                                 | 1942-1979                    |          |  |
| Willis John Gertsch                | Stati Uniti             | 1906    | 1998  | Gnaphosidae, Liphistiidae, Mecicobothriidae, Thomisidae, Atypidae, Pholcidae, Clubionidae, Dictynidae, checklist          | 1933-1992                    |          |  |
| M.A. Gétaz                         | Svizzera                |         |       | Araneidae, Segestriidae, checklist                                                                                        | 1889-1893                    |          |  |
| Abdul Ghafoor                      | Pakistan                |         |       | Gnaphosidae, Linyphiidae, ecologia, etologia, biodiversità                                                                | 1988-                        |          |  |
| Christoph Gottfried Giebel         | Germania                | 1820    | 1881  | Pisces (fossili), Aves, Agelenidae, Araneidae                                                                             | 1856-1870                    |          |  |
| Rosemarie Gillespie                |                         |         |       | Tetragnathidae, Theridiidae, Oonopidae, Linyphiidae, Miturgidae, Thomisidae                                               | 1987-                        |          |  |
| Louis Giltay                       | Belgio                  | 1903    | 1937  | Salticidae, Linyphiidae, Araneidae, Gnaphosidae, Opiliones                                                                | 1930-1935                    |          |  |
| Gonzalo Giribet                    |                         |         |       | Tetragnathidae, Opiliones, genetica                                                                                       | 2004-2011                    |          |  |
| Daniel Gloor                       |                         |         |       | checklist | 2003-2011                    |          |  |
| Susan Glueck                       |                         |         |       | Araneidae | 1994-1995                    |          |  |
| Valery Gnelitsa                    | Ucraina                 |         |       | Linyphiidae, Synaphridae, checklist                                                                                       | 1997-                        |          |  |
| Mauro Gobbi                        | Italia                  |         |       | Carabidae, habitat, checklist                                                                                             | 1998-                        |          |  |
| Johann August Ephraim Goeze        | Germania                | 1731    | 1793  | Insecta, Tardigrada, Araneidae, Eresidae                                                                                  | 1778                         |          |  |
| Emil Göldi                         | Svizzera                | 1859    | 1917  | Araneidae, checklist | 1887-1899                    |          |  |
| Pablo Goloboff                     | Argentina               |         |       | Actinopodidae, Dipluridae, Nemesiidae, Gallieniellidae                                                                    | 1987-2006                    |          |  |
| Hernán Darío Gómez                 | Stati Uniti             |         |       | Sicariidae, tossicologia                                                                                                  | 1999-2003                    |          |  |
| Rute Maria Gonçalves-de-Andrade    |                         |         |       | Sicariidae, Theridiidae, Ctenidae, ecologia, genetica                                                                     | 1999-2012                    |          |  |
| Thiago Gonçalves-Souza             | Brasile                 |         |       | habitat, Charinidae | 2007-                        |          |  |
| Lian-Su Gong                       | Cina                    |         |       | Salticidae, Gnaphosidae                                                                                                   | 1991-2004                    |          |  |
| Marcelo de Oliveira Gonzaga        |                         |         |       | Uloboridae, Araneidae, Oxyopidae, Theridiidae, ragnatele                                                                  | 1998-                        |          |  |
| Abel Pérez González                |                         |         |       | Pholcidae, Ochyroceratidae                                                                                                | 1998-2008                    |          |  |
| Alda González                      | Argentina               |         |       | Theridiidae, Oonopidae, Mygalomorphae, Theraphosidae                                                                      | 1976-2012                    |          |  |
| Macarena González                  | Argentina               |         |       | Lycosidae | 2008-                        |          |  |
| Manuel Ángel González-Sponga       |                         | 1929    | 2009  | Pholcidae | 1972-2008                    |          |  |
| Stanislav Gorb                     |                         |         |       | Pisauridae, Philodromidae, anatomia                                                                                       | 1993-2012                    |          |  |
| Ivan Gorlov                        | Russia                  |         |       | genetica | 1995-1997                    |          |  |
| Olga Gorlova                       | Russia                  |         |       | genetica | 1995-1997                    |          |  |
| Peter Görner                       | Germania                |         |       | Agelenidae, ragnatele, anatomia                                                                                           | 1958-1993                    |          |  |
| John Gosline                       |                         |         |       | Araneidae, ragnatele | 1994-2008                    |          |  |
| Peter Goyen                        | Nuova Zelanda           | 1845    | 1927  | Salticidae, Hexathelidae, Amaurobiidae, Lycosidae                                                                         | 1887-1892                    |          |  |
| Angela Gozo                        | Italia                  |         |       | Linyphiidae, Araneidae, Nesticidae                                                                                        | 1906-1908                    |          |  |
| Werner Graber                      |                         |         |       | Tetrablemmidae, Oonopidae                                                                                                 | 2006-                        |          |  |
| Frank Graham                       |                         |         |       | Linyphiidae, checklist | 2002-2007                    |          |  |
| Manfred Grasshoff                  | Germania                |         |       | Crustacea, Araneidae, Dysderidae                                                                                          | 1968-2007                    |          |  |
| Frederick Henry Gravely            | Regno Unito             | 1885    | 1965  | Araneidae, Lycosidae, Tetragnathidae, Passalidae                                                                          | 1912-1935                    |          |  |
| Michael Gray                       | Australia               |         |       | Stiphidiidae, Hexathelidae, Dipluridae, Filistatidae, Ctenidae, Zodariidae, Salticidae                                    | 1973-2010                    |          |  |
| Carlos Greco                       |                         |         |       | Theridiidae, etologia | 1989-1999                    |          |  |
| Jan Green                          |                         |         |       | ecologia, biologia, tossicologia                                                                                          | 1996-1999                    |          |  |
| Matthew Greenstone                 |                         |         |       | Lycosidae, Linyphiidae, Pisauridae, etologia                                                                              | 1980-2003                    |          |  |
| Matjaž Gregorič                    |                         |         |       | Araneidae, Psechridae, Tetragnathidae, etologia                                                                           | 2009-                        |          |  |
| Hartmut Greven                     | Germania                |         |       | Theridiidae, anatomia | 2000-2005                    |          |  |
| Tatyana Gridina                    |                         |         |       | Staphylinidae, Formicidae, Linyphiidae, mirmecofilia, etologia                                                            | 1992-1994                    |          |  |
| Eryn Griffin                       |                         |         |       | Ammoxenidae, Barychelidae                                                                                                 | 1988-1998                    |          |  |
| James Griffiths                    |                         |         |       | Theridiidae | 2005-2008                    |          |  |
| Albert Grigarick                   | Stati Uniti             |         |       | Lycosidae, habitat, checklist                                                                                             | 1988-1989                    |          |  |
| Ute Grimm                          |                         |         |       | Gnaphosidae, Corinnidae, Liocranidae, Clubionidae                                                                         | 1982-1986                    |          |  |
| Eugene Grishin                     | Russia                  |         |       | Theridiidae, tossicologia                                                                                                 | 1990-                        |          |  |
| Cristian Grismado                  | Argentina               | 1967    |       | Lycosidae, Austrochilidae, Theraphosidae, Nemesiidae, Mecysmaucheniidae, Oonopidae, Filistatidae, Agelenidae, Gnaphosidae | 1996-                        |          |  |
| Charles Griswold                   | Stati Uniti             | 1951    |       | Cyatholipidae, Hexathelidae, Eresidae, Pimoidae, Leptonetidae, Migidae, Zodariidae, Pararchaeidae, Trogloraptoridae       | 1979-                        |          |  |
| Alexander Gromov                   | Russia                  |         |       | Theridiidae, Lycosidae, checklist                                                                                         | 1997-2012                    |          |  |
| Riccardo Groppali                  | Italia                  |         |       | Araneidae, habitat, checklist                                                                                             | 1994-2003                    |          |  |
| Paul Grostal                       |                         |         |       | Theridiidae | 1997-1999                    |          |  |
| Augustus Radcliffe Grote           | Regno Unito             | 1841    | 1903  | Linyphiidae, Lycosidae | 1877-1886                    |          |  |
| Adolph Eduard Grube                | Germania                | 1812    | 1880  | Salticidae, Linyphiidae, Gnaphosidae                                                                                      | 1859-1861                    |          |  |
| José Paulo Leite Guadanucci        | Brasile                 |         |       | Cyrtaucheniidae, Theraphosidae                                                                                            | 2004-                        |          |  |
| Hank Guarisco                      | Stati Uniti             |         |       | Araneidae, Theridiidae, Atypidae, Mimetidae, Agelenidae, Pisauridae                                                       | 1976-                        |          |  |
| Ole Gudik-Sørensen                 | Danimarca               |         |       | Linyphiidae, checklist | 1997-2006                    |          |  |
| Félix Édouard Guérin-Méneville     | Francia                 | 1799    | 1874  | Salticidae, Araneidae, Segestriidae                                                                                       | 1830-1844                    |          |  |
| Jean-Luc Gundermann                |                         | 1959    |       | Araneidae, Agelenidae, etologia                                                                                           | 1988-1997                    |          |  |
| Bengt Gunnarsson                   | Svezia                  |         |       | Linyphiidae, ecologia, anatomia, biodiversità                                                                             | 1990-2004                    |          |  |
| Neha Gupta                         | India                   |         |       | Theraphosidae, Idiopidae                                                                                                  | 1995-                        |          |  |
| Shirley Gurdebeke                  |                         |         |       | Amaurobiidae, Agelenidae, ecologia                                                                                        | 2000-2002                    |          |  |
| V.E. Guryanova                     | Ucraina                 |         |       | Dysderidae, checklist | 1992-2003                    |          |  |
| Elchin Guseinov                    |                         |         |       | Salticidae, Lycosidae, Oxyopidae, biodiversità                                                                            | 1994-2008                    |          |  |
| Walter Hackman                     | Finlandia               | 1916    | 2001  | Linyphiidae | 1950-1954                    |          |  |
| Charles Haddad                     | Sudafrica               |         |       | Araneidae, Gallieniellidae, Atypidae, Penestomidae, Corinnidae, Salticidae, Eutichuridae, Ammoxenidae, etologia           | 2002-                        |          |  |
| Carl Wilhelm Hahn                  | Germania                | 1786    | 1835  | Araneidae, Theridiidae, Gnaphosidae, Amaurobiidae, Lycosidae, checklist                                                   | 1821-1836                    |          |  |
| Izabela Hajdamowicz                |                         |         |       | Linyphiidae, habitat, checklist                                                                                           | 1997-                        |          |  |
| Jaromir Hajer                      |                         |         |       | Uloboridae, Theridiidae, Atypidae                                                                                         | 1988-2007                    |          |  |
| Juraj Halaj                        |                         |         |       | etologia, ecologia, habitat                                                                                               | 1995-2000                    |          |  |
| Ray Hale                           |                         |         |       | Theraphosidae, etologia                                                                                                   | 1993-1996                    |          |  |
| Susan Hallas                       |                         |         |       | Salticidae, etologia, ragnatele                                                                                           | 1984-1986                    |          |  |
| Jon Haloin                         |                         |         |       | Salticidae | 2005-2006                    |          |  |
| Chris Hamilton                     |                         |         |       | Theraphosidae, Cyrtaucheniidae                                                                                            | 2012-                        |          |  |
| Leendert van der Hammen            | Paesi Bassi             | 1921    |       | Hahniidae, Oribatida, checklist, tassonomia                                                                               | 1947-1986                    |          |  |
| Guang-Xin Han                      | Cina                    |         |       | Araneidae, Linyphiidae | 2009-                        |          |  |
| Geoffrey Hancock                   |                         |         |       | Pholcidae, checklist | 1992-2011                    |          |  |
| Kathleen Hancock                   | Regno Unito             |         |       | Theraphosidae, etologia, checklist                                                                                        | 1987-1999                    |          |  |
| Ambros Hänggi                      |                         |         |       | Salticidae, Gnaphosidae, Agelenidae, checklist                                                                            | 1989-2012                    |          |  |
| Harald Hansen                      | Danimarca (Italia)      | 1935    | 2017  | Salticidae, Theridiidae, Oecobiidae, Dictynidae, Scorpiones, Pseudoscorpiones, checklist                                  | 1982-                        |          |  |
| James Hanula                       | Stati Uniti             |         |       | etologia, etologia, habitat                                                                                               | 1995-2000                    |          |  |
| Duane Harland                      |                         |         |       | Salticidae, etologia | 1999-2007                    |          |  |
| Marco Isaia                        | Italia                  | 1975    |       | Ecologia, ragni italiani, Linyphiidae e altre famiglie                                                                    | 1999-                        |          |  |
| Carlo Pesarini                     | Italia                  |         |       | |                              |          |  |
| Paolo Pantini                      | Italia                  | 1966    |       | Ragni italiani | 1995-                        |          |  |